# Counterblast
Counterblast – pochodzący z Jönköping szwedzki zespół muzyczny (rok powstania 1993). Twórczość zespołu łączy wpływy takich stylów jak crustcore, thrash metal/death metal, industrial (i kilku innych). Spośród innych zespołów sceny punk/hardcore Counterblast wyróżnia się dobrą techniką, co szczególnie zauważalne jest na płycie Balance of Pain. Ze względu na mniejsze lub większe podobieństwo stylu grania (częste zmiany tempa, chaotyczność, ciężar) zespół porównuje się z takimi grupami jak Amebix, Neurosis, Ambush, Dystopia, czy również pochodzącym ze Szwecji Cult of Luna.

## Życiorys
(na podstawie oficjalnej strony)
Counterblast powstał w 1993 roku, z inicjatywy Hoccy'ego, Steve'a (wcześniej w speedcore'owym G-anx), oraz Janne Meijner, (później Terrorshow). Wkrótce do zespołu dołącza basista Andreas, a pół roku później znany z Sanctum/Mago klawiszowiec Palle, oraz wokalista Martin. Pierwszy nagrany materiał demo zespołu spotkał się z zerowym odzewem. Wiosną 1994 Janne odszedł, przez pół roku zespół był nieaktywny poszukując drugiego gitarzysty, zanim członkowie podjęli decyzję o graniu z jedną gitarą. Pod koniec roku Counterblast odbył trasę koncertową z Extinction of Mankind oraz Warcollapse. Wkrótce ukazało się kolejne demo pt. Prospects, wydane w formie LP 7" przez Skuld Releases. Na różnych kompilacjach można znaleźć inne dokonania zespołu z tamtego okresu.
Na początku 1996 wydany został Balance of Pain, debiutancki album, przez większość fanów uważany za jedno z najlepszych i najoryginalniejszych dokonań na scenie HC/punk. Płyta charakteryzuje się dosyć oryginalnym brzmieniem – przesterowane a zarazem dosyć głębokie partie basu na równi z gitarą pełnią rolę prowadzącą, słychać wpływy psychodelii oraz muzyki industrialnej, a niektóre utwory (jak np. In league with Baldrick czy Beneath the surface) pokazują styl bliski zespołom tech metalowym oraz deathmetalową brutalność i dynamikę. Płyta została wydana jako potrójny split przez Skuld Releases, Elderberry Rec´s and Profane Existence, w formie LP, CD oraz MC. Dwa inne utwory z tej sesji dostępne są na różnych kompilacjach. Wiosną 1997 zespół zagrał trasę koncertową w całej Europie razem z Scatha ze Szkocji, po której nastąpiła mini-trasa w Niemczech będąca pożegnalną dla wokalisty Martina który postanowił opuścić grupę.
Po jego odejściu i przyjściu Jocke'a Counterblast znacznie zwolnił tempo. We wrześniu 1999 grupa odwiedziła USA, grając trasę na zachodnim wybrzeżu. Od tego czasu zespół skoncentrował się na tworzeniu materiału na drugą płytę pt. Impassivity, wydaną latem 2002 r. Płyta różni się znacznie od Balance..., utwory są przede wszystkim prostsze i bliższe czystego crustcore, zanikają elementy typowe dla death metalu. Płyta nie osiągnęła sukcesu poprzedniczki. 
Po kilkuletniej ciszy ograniczającej się do pojedynczych koncertów na terenie Skandynawii, zespół wydał w 2010 roku EP Faceless, a rok później podwójny album Nothingness. Obydwa wydawnictwa ukazały się nakładem wytwórni Alerta Antifascista.

## Skład
Obecny skład zespołu
- Joakim Engström (Jocke) – wokal
- Stefan Hakeskog (Steve) – gitary/wokal
- Andreas Ågren – bas
- Håkan Paulsson (Palle) – klawisze/sample/wokal (gra także w: Sanctum, Mago)
- Håkan Andersson (Hoccy) – perkusja

Byli członkowie zespołu
- Martin Letell – wokal (1993-1997)
- Janne Meijner – gitary (1993-1994)
- Marika Ljungberg – wiolonczela (gościnnie podczas sesji Balance of pain)
- Lena Robert – wokal (gościnnie podczas sesji Balance of pain)
- Jan Carleklev – programowanie/sample (gra także w: Sanctum)

## Dyskografia
- (demo) – 1994
- Prospects – 1994 (7" EP)
- Balance of Pain – 1996 (LP, CD, MC)
- Impassivity – 2002 (LP, CD)
- Grace.Will.Fall/Counterblast - split – 2004 (7" EP)
- Faceless – 2010 (10" EP)
- Nothingness – 2011 (LP, CD)